# Nghị viện România
Nghị viện România (tiếng Romania: Parlamentul României) là cơ quan lập pháp quốc gia của România, bao gồm các Viện đại biểu và Thượng viện. Trụ sở của Nghị viện là Cung Nghị viện ở Bucharest.
Trước khi sửa đổi Hiến pháp năm 2003, hai ngôi nhà có thuộc tính giống hệt nhau. Một văn bản của một luật phải được cả hai nhà chấp thuận. Nếu văn bản khác nhau, một ủy ban đặc biệt (comisie de mediere) được thành lập bởi các đại biểu và thượng nghị sĩ, rằng "thương lượng" giữa hai nhà là hình thức của luật tương lai. Báo cáo của ủy ban này đã phải được phê duyệt trong một phiên họp chung của Quốc hội. Sau cuộc trưng cầu dân ý năm 2003, một đạo luật vẫn phải được cả hai nhà chấp thuận, nhưng mỗi ngôi nhà đều có những vấn đề được đưa ra để cân nhắc trước cái kia, trong khả năng của "buồng quyết định" (tiếng Romania: cameră decizională). Nếu buồng đầu tiên đó chấp nhận một đề xuất luật (liên quan đến năng lực của nó), nó sẽ được chuyển cho người khác, có thể phê duyệt hoặc từ chối. Nếu nó sửa đổi, dự luật sẽ được gửi trở lại phòng quyết định, quyết định cuối cùng là quyết định.
Năm 2009, một cuộc trưng cầu được tổ chức lấy ý kiến nhân dân về biến nghị viện thành một cơ thể đơn viện và giảm số lượng các đại diện đến 300. Mặc dù trưng cầu dân ý thông qua, kết quả không ràng buộc, một cuộc trưng cầu đề cập một cách rõ ràng sự biến đổi của hiến pháp được yêu cầu để đạt được điều này.

## Lịch sử
Lịch sử nghị viện của România bắt đầu vào tháng 5 năm 1831 tại Wallachia, nơi một tài liệu hiến pháp được thông qua, Regulamentul Organic ("Đạo luật hữu cơ" hoặc "Quy chế hữu cơ"); chưa đầy một năm sau, vào tháng 1 năm 1832, điều luật này cũng được thực hiện ở Moldavia. Các quy định hữu cơ đã đặt nền móng cho các tổ chức quốc hội trong các Hiệu trưởng România.
Công ước Paris về ngày 19 tháng 8 năm 1858 và đặc biệt là Statutul Dezvoltător ("Mở rộng Quy chế") của Công ước đó (trong đó giới thiệu một lưỡng viện quốc hội, bằng cách thành lập Corpul Ponderator, sau này đổi tên Senat), được thông qua vào sáng kiến của hoàng tử (Domnitor) Alexandru Ioan Cuza, bằng phương tiện của plebiscitenăm 1864, hoàn thiện và mở rộng nguyên tắc đại diện quốc gia. Theo chế độ chính trị được thiết lập bởi Công ước Paris, quyền lập pháp phải đối mặt với một quá trình hiện đại hóa rõ ràng và quyền lập pháp là Đại diện Quốc gia, hoạt động theo phương thức tổ chức và hoạt động của các nghị viện ở Tây Âu thời đó.
Quá trình hình thành lịch sử của Quốc hội România trong thời hiện đại đã thúc đẩy mạnh mẽ việc khẳng định chủ quyền quốc gia, sau đó dẫn đến Liên minh hai Hiệu trưởng, vào năm 1859. Dưới mái vòm của Quốc hội România, ngày 9 tháng 5 năm 1877, Tuyên bố Độc lập của România đã được đọc, và, năm 1920, các tài liệu liên hiệp với Transylvania và Bessarabia theo Hiệp ước Trianon đã được đọc, sự khởi đầu chính thức của Đại România.
Vào tháng 2 năm 1938, trong bối cảnh các hiệp hội chính trị châu Âu chứ không phải hỗn loạn mà cuối cùng dẫn đến chiến tranh thế giới II, Vua Carol II, người luôn có xu hướng ủng hộ nguyên tắc cá nhân của mình trên tư cách nghị viên, áp đặt một quy tắc độc tài quân chủ. Dưới chế độ độc tài hoàng gia, quốc hội chỉ trở thành một cơ quan trang trí, bị tước bỏ các thuộc tính chính của nó.
Carol thoái vị vào tháng 9 năm 1940 và Quốc hội thành lập Quốc hội bị đình chỉ. Nhà nước Legionary National như vậy kéo dài chưa đầy năm tháng, nhưng nó đã thành công bởi chế độ độc tài quân sự của Ion Antonescu, và quốc hội vẫn bị đình chỉ. Sau ngày 23 tháng 8 năm 1944, dưới áp lực của Liên Xô và các lực lượng cộng sản khác, quốc hội được tổ chức lại thành một cơ quan lập pháp duy nhất, Đại hội đồng, thay đổi theo hiến pháp năm 1948, thành Đại hội đồng quốc gia, một cơ quan đơn thuần, hoàn toàn chính thức phụ thuộc vào quyền lực của Đảng Cộng sản România.
Cuộc cách mạng România tháng 12 năm 1989 đã mở đường cho người La Mã khôi phục nền dân chủ bầu cử đa nguyên đích thực, tôn trọng nhân quyền và quan sát sự phân chia quyền lực và trách nhiệm của giới cầm quyền trước các cơ quan đại diện. Nhờ các tài liệu được ban hành bởi quyền lực cách mạng lâm thời, România đã trở lại một hệ thống nghị viện lưỡng viện. Tất cả các quy định này có thể được tìm thấy trong Hiến pháp mới của đất nước, được phê chuẩn bởi trưng cầu dân ý năm 1991.
Trong hơn một thập kỷ chuyển đổi sau cộng sản, Phòng Đại biểu và Thượng viện đã tranh luận và thông qua nhiều luật lệ và quy định nhằm cải cách toàn xã hội trên cơ sở dân chủ, đảm bảo tôn trọng các quyền cơ bản của con người, thúc đẩy cải cách và tư nhân hóa, củng cố kinh tế thị trường các tổ chức và những quốc gia được cai trị theo luật, dẫn đến sự hội nhập của România vào các thể chế như vậy tại NATO và Liên minh châu Âu.